# Ивеко
Iveco (Ивеко) e италиански производител на транспортна техника със седалище град Торино.

## История
Компанията е създадена на 1 януари 1975 г. след обединяването на товарните подразделения на компаниите Fiat (Италия), ОМ, Lancia, френската FIAT France SA (произвеждаща товарни автомобили с марката Unic) и Magirus (Германия). През 1980 г. компанията използва първия дизелов двигател с директен инжекцион. През 1986 г. компанията прави джойнт-венчър с товарното подразделение на Ford Motor Company. През 1985 г. придобива италианската компания за тежкотоварни камиони Astra, а през 1990 г. – и 60% от испанската ENASA, която произвежда автобуси и камиони с марката Pegaso. През 2011 г. компанията участва във формирането на Fiat Industrial, компания, занимаваща се с продажбите, обслужването и представянето на продукцията на компаниите Iveco, New Holland и FPT.

## Поделения

### Транспортни средства
- Iveco Bus
  - Heuliez Bus
- Iveco Astra
- Iveco Magirus
- Zastava Trucks (46%)
- Военни транспортни средства
- Iveco China
- Naveco (50%)
- Saic-Iveco Hongyan

### Машини за индустрията
- Saic-Iveco FPT Hongyan

### Финанси
- Iveco Capital

### Заводи за двигатели
- „Sofim“ във Фоджа, основен завод на Iveco Motors за двигатели;
- „Comprensorio SPA“, Торино, произвежда двигателите Vector (V), Tector-NEF (N) и FSC (F);
- „8000“, Торино, произвежда двигатели и генератори от серията 8000;
- Завод в Преняна Миланезе, произвежда промишлени и двигатели за кораби (S, N и C).